# آنا شورینا
آنا شورینا (روسی: Анна Владимировна Шорина؛ زادهٔ ۲۶ اوت ۱۹۸۲) شناگر شنای موزون اهل روسیه است.
وی همچنین برندهٔ جوایزی همچون نشان دوستی شده‌است.